# Col de la Forclaz (Zwitserland)
De Col de la Forclaz is een bergpas tussen Martigny in het Zwitserse kanton Wallis en het Franse Chamonix-Mont-Blanc. Over de pas loopt een belangrijke verkeersweg.
De weg begint in Martigny, in het Rhônedal. Martigny is een belangrijk verkeersknooppunt omdat hier ook de weg naar de Grote St. Bernardpas naar het Italiaanse Valle d'Aosta aanvangt. Vanuit Martigny loopt de weg richting de Col de la Forclaz vrijwel meteen steil omhoog. In de bocht van het Rhônedal, waar de pas begint, liggen wijngaarden.
Het stijgingspercentage is gemiddeld 6,6%, aan de Zwitserse zijde nergens hoger dan 9%. Het uitzicht vanaf de weg op het Rhônedal is indrukwekkend. Na 13 kilometer wordt de groene pashoogte bereikt. De Col de la Forclaz ligt aan de voet van de Mont d'Arpille, vanwaar men onder andere uitzicht heeft op de Mont Gele en het massief van de Grand Combin.
De weg daalt met een grote bocht af naar het dorp Trient, om daarna verder te lopen tot Le Châtelard-Frontière. Bij dit grensplaatsje gaat rechtdoor de weg naar de Col des Montets. Naar het noorden buigt een weg af naar Finhaut en de Col de la Gueulaz bij de stuwmeren van Emosson.